# Diglyphus guptai
Diglyphus guptai är en stekelart som först beskrevs av Subba Rao 1957.  Diglyphus guptai ingår i släktet Diglyphus och familjen finglanssteklar. Inga underarter finns listade i Catalogue of Life.